# Joana, esposa de Cusa
Joana (em grego: Ἰωάννα γυνὴ Χουζᾶ) foi uma mulher mencionada nos evangelhos canônicos que foi curada por Jesus e que teria depois apoiado os discípulos e Jesus em suas viagens, mencionada no Evangelho de Lucas como uma das seguidoras de Jesus. Ela era esposa de Cusa, responsável pela residência de Herodes Antipas, o tetrarca da Galileia. Seu nome significa "Iavé foi gracioso", uma variação de "Ana", que significa "graça" ou "favorecimento".

## Joana em Lucas
Em Lucas 8 (Lucas 8:1–3), Joana, identificada como "esposa de Cusa", aparece listada entre as "mulheres que haviam sido curadas de espíritos malignos e de enfermidades", juntamente com Maria Madalena e Susana. O teólogo Adrian Hastings sugeriu que ela pode ter sido uma das fontes de Lucas para os eventos ocorridos na corte de Herodes. Como esposa de um importante oficial da corte, ela teria os meios necessários para viajar e apoiar Jesus e os discípulos. Ela é citada novamente em Lucas 24 com «Maria Madalena e Maria, mãe de Tiago; também as outras que estavam com elas, relataram estas coisas aos apóstolos.» (Lucas 24:10), as primeiras a relatarem aos onze apóstolos que o túmulo de Jesus estava vazio e que ali estavam «dois varões com vestes resplandecentes» (Lucas 24:4).

## Portadora de mirra
Na tradição ortodoxa, Joana é lembrada como "Santa Joana, Portadora de Mirra" (em grego: Αγία Ιωάννα η Μυροφόρος) e é comemorada entre as oito mulheres que levaram as ervas aromáticas para untar o corpo de Jesus (e foram testemunhas da ressurreição) no "Domingo das Portadoras de Mirra", que ocorre dois domingos depois da Pascha ("Páscoa").
Embora não seja mencionada pelo nome em Atos 1, é muito provável que Joana tenha sido uma das mulheres que se juntaram aos discípulos e Maria no cenáculo para rezar. Ela estava entre os 120 que elegeram Matias para preencher a vaga deixada por Judas Iscariotes e também estava presente no Pentecostes.

### Identificação com Júnia
Richard J. Bauckham e Ben Witherington III concluíram que Joana, a discípula, é a mesma pessoa que Júnia, mencionada em Romanos 16 (Romanos 16:7). A maioria dos antigos manuscritos gregos listam o nome "Júnia" como feminino, uma opinião que representa o consenso atual sobre o tema.